# NorthStar Horizon

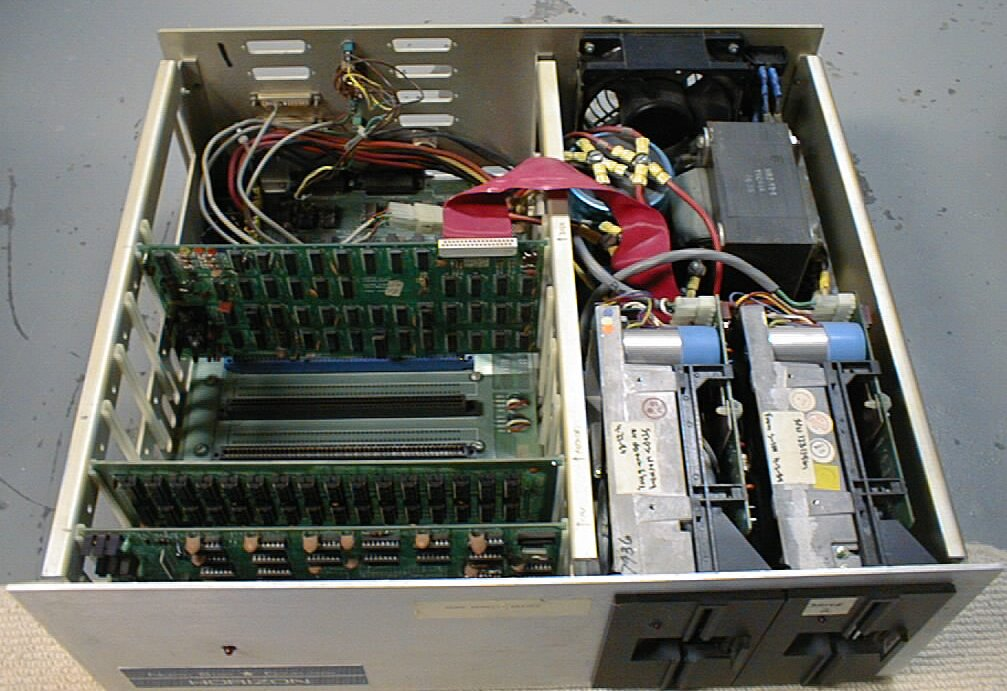
Vista interna del NorthStar Horizon.

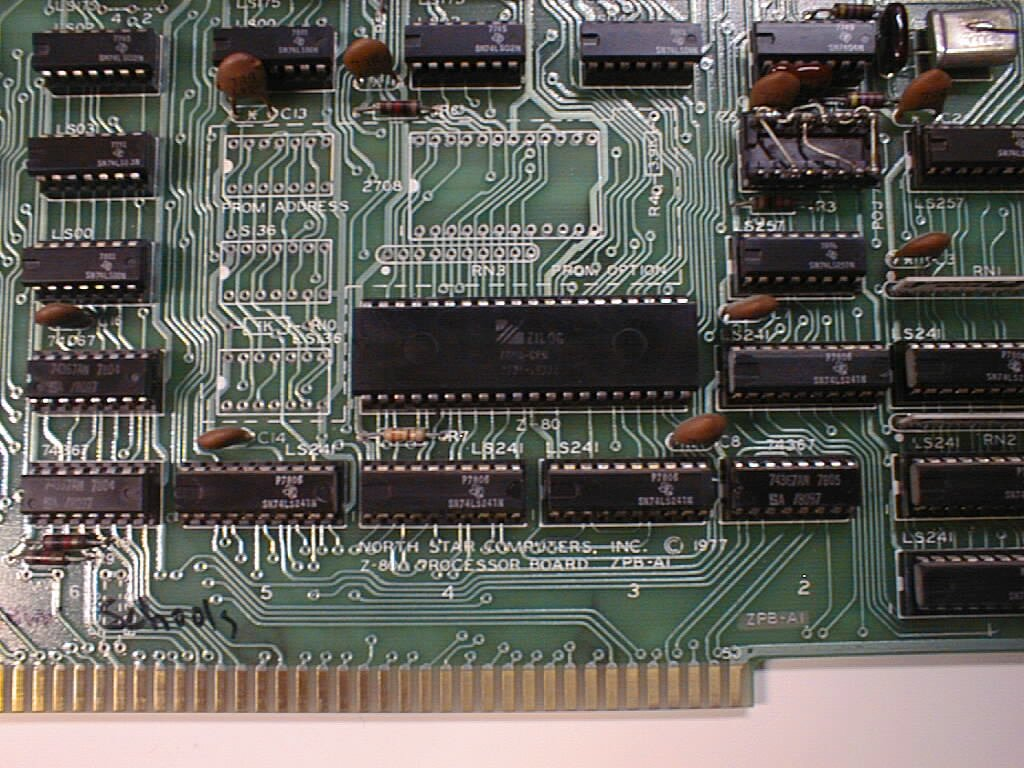
La scheda processore del NorthStar Horizon: il chip più grande al centro è lo Zilog Z80.

Il NorthStar Horizon è un personal computer basato sul microprocessore a 8 bit Zilog Z80A, prodotto e commercializzato da North Star Computers a partire dal 1977. Il computer era acquistabile sia in kit di montaggio che già assemblato, con costi che variavano dai 1.566 dollari del modello in kit con 1 sola unità dischi ai 2.349 dollari del modello già assemblato e con 2 unità dischi.

## Caratteristiche tecniche
Il computer era composto da un contenitore rivestito di legno o metallo (a seconda dei modelli) al cui interno erano alloggiati i componenti hardware. La scheda madre del computer ospitava 12 connettori per il bus S-100 per altrettante schede di espansione: di serie il NorthStar Horizon era offerto con la scheda processore, solitamente uno Z80A a 4 MHz anche se alcuni dei primi modelli incorporavano l'Intel 8080, una scheda di memoria con 16 kB di RAM, una scheda con un controller per unità a dischi ed 1 unità a dischi da 5,25" che leggeva floppy disk da 90 kB in formato proprietario (il disco aveva 11 fori di allineamento contro il solo foro usato dalla maggior parte degli altri standard)., una scheda seriale per poter collegare all'unità un terminale composto da monitor e tastiera per poter interagire con la macchina. Completava la circuiteria interna il gruppo di alimentazione da 250 Watt, responsabile di molto del peso della macchina.
Insieme al computer venivano offerti un interprete BASIC ed il sistema operativo su disco: questo poteva essere o il North Star DOS, un sistema proprietario sviluppato da North Star Computers, oppure il CP/M di Digital Research.
Il North Star BASIC era offerto esclusivamente in abbinamento al computer e non era acquistabile separatamente. Il dialetto usato era leggermente differente dal BASIC standard, presentando alcuni comandi con nomi differenti. Ad esempio, FILL e EXAM sostituivano i comuni PEEK e POKE.
Successivamente furono offerti insieme al computer anche un monitor in linguaggio macchina ed il linguaggio di programmazione Pascal.
Nel 1979 North Star offrì anche un'espansione esterna che integrava 2 unità a dischi, portando il numero massimo a 4.